# Festivalul Internațional de Film Fantastic de la Avoriaz din 1980
Festivalul Internațional de Film Fantastic de la Avoriaz din 1980 (în franceză Festival international du film fantastique d'Avoriaz 1980) a fost a opta ediție a Festivalului Internațional de Film Fantastic de la Avoriaz. A avut loc în Alpii francezi (în stațiunea Avoriaz) în ianuarie 1980.
Filmul Mașina timpului regizat de Nicholas Meyer a primit Marele premiu (Grand prix) al festivalului.

## Juriu
- Sydney Pollack (președinte)
- Nicole Avril
- Antoine Blondin
- Claude Brasseur
- Mimsy Farmer
- Léo Ferré
- Lewis Gilbert
- Claude Lelouch
- Raymond Moretti
- Alberto Sordi
- Donald Sutherland
- André Téchiné

## Selecție

### În competiție
- Caniche de Bigas Luna ( Spania)
- C'était demain (Time After Time) de Nicholas Meyer ( Statele Unite ale Americii)
- Le Chat et le Canari (The Cat and The Canary) de Radley Metzger ( Regatul Unit)
- Chroniques martiennes (The Martian Chronicles) de Michael Anderson ( Statele Unite ale Americii /  Regatul Unit)
- Fog (Ceața) de John Carpenter ( Statele Unite ale Americii)
- Kiss contre les fantômes (KISS meets the Phantom of the Park) de Gordon Hessler ( Statele Unite ale Americii)
- Mad Max de George Miller ( Australia)
- Morsures (Nightwing) de Arthur Hiller ( Statele Unite ale Americii)
- Le Silence qui tue (The Silent Scream) de Denny Harris ( Statele Unite ale Americii)
- Soif de sang (Thirst) de Rod Hardy ( Australia)
- Terreur sur la ligne (When a Stranger Calls) de Fred Walton ( Statele Unite ale Americii)

### În afara competiției
- Hulk revient (Bride of the Incredible Hulk) de Kenneth Johnson ( Statele Unite ale Americii)
- Le Seigneur des anneaux (Stăpânul Inelelor) de Ralph Bakshi ( Statele Unite ale Americii)

## Premii
- Marele premiu (Grand prix): C'était demain (Time After Time) de Nicholas Meyer
- Premiul special al juriului (Prix spécial du jury): Terreur sur la ligne (When a Stranger Calls) de Fred Walton și Mad Max de George Miller
- Premiul criticii (Prix de la critique): Ceața de John Carpenter și Terreur sur la ligne (When a Stranger Calls) de Fred Walton
- Antenne d'or : C'était demain (Time After Time) de Nicholas Meyer